# High Card
High Card (estilizado em letras maiúsculas) é uma franquia multimídia japonesa criada por Homura Kawamoto, Hikaru Muno e TMS Entertainment. Consistirá em uma série de mangá, uma série de romances, CDs dramáticos e uma série de anime para televisão do Studio Hibari, que estreou em janeiro de 2023. O tema do projeto é pôquer, com tudo, desde o título até os nomes de locais fictícios, fazendo referência a algum tipo de jogo de cartas.
Durante uma prévia da série de anime no Anime NYC em novembro de 2022, Kawamoto e Muno explicaram ainda que High Card foi fortemente inspirado nos filmes de Kingsman, incluindo sua decisão de colocar o cenário em um reino fictício fora do Japão, na esperança de apelar para um público mais amplo em todo o mundo.

## meios de comunicação

### anime
Em junho de 2021, foi anunciado que Homura Kawamoto, Hikaru Muno e a TMS Entertainment estavam trabalhando em uma franquia multimídia, que incluirá uma série de anime para televisão. O projeto é feito em colaboração com KADOKAWA Co., Ltd. e Sammy.
A série será produzida pelo Studio Hibari e dirigida por Junichi Wada, com Kenichi Yamashita, Kazuhiko Inukai, Shingo Nagai e Naoki Kuroyanagi escrevendo os roteiros; Nozomi Kawano desenhando os personagens; e Ryo Takahashi compondo a música. Ele estreou em 9 de janeiro de 2023, no AT-X e outras redes.
A música tema de abertura é "Trickster" de Five New Old, enquanto a música tema de encerramento é "Squad!" por Meychan. A Crunchyroll licenciou a série e está programada para estrear ao mesmo tempo que o Japão em 9 de janeiro de 2023.